# 세르비아 제국
세르비아 제국(세르비아어: Српско Царство / Srpsko Carstvo 스릅스코 차르스트보)은 중세 세르비아 왕국에서 기원하여 발칸반도에 존재한 단명한 제국이다.
스테판 우로시 4세 두샨의 정복 활동을 통해 세르비아의 국토가 월등히 넓어졌으며, 또한 스테판 우로슈 4세는 세르비아 정교회를 국교로 정했다. 그 아들이자 계승자인 스테판 우로시 5세는 영토 중 거의 대부분을 잃었고, 때문에 "약제"(弱帝, the Weak)라는 멸칭으로 불렸다. 세르비아 제국은 스테판 우로시 5세가 1371년에 죽음과 동시에 붕괴되며, 여러 개의 세르비아계 국가들로 산산이 흩어졌다. 그 국가들의 지배자들 중 일부는 1402년까지 세르비아 황제의 지위를 주장했다.